# Chineese letterbox
Chineese Letterbox er et dansk rockband dannet af Tavs Enderleit, som er autodidakt guitarist og sangskriver.

## Medlemmer
- Jarl Jakobsen – Vokal/Guitar
- Tavs Enderleit – Guitar
- Per Johnsen – Bas
- Dan Roi – Keyboard
- Krzysztof Bartkowiak – Trommer

### Tidligere medlemmer
- Benjamin Lund – Trommer
- Flemming Andersen – Trommer
- Andreas Lohorst – Trommer
- Tobias Flecks – Trommer
- Kim Petersen – Saxofon
- Anders Staugaard – Guitar
- Frank Knudsen – Guitar
- Claus Hjortkær – Vokal
- Bjørn Pedersen – Vokal